# Volker Bromm
Volker Bromm ist ein deutscher Astronom an der University of Texas at Austin.
Bromm absolvierte ein Studium der Physik an der Universität Heidelberg als Master of Science, anschließend erwarb er 2000 den Doktorgrad (PhD) in Astronomie an der Yale University. Bis 2004 war er Postdoc in Cambridge und Harvard. Seit 2004 ist er Assistant Professor und seit 2009 Associate Professor mit Tenure Track an der Universität Austin. 2014 wurde er zum Full Professor ernannt.
Seine Forschungsinteressen gelten der Stern- und Galaxieentstehung im frühen Universum, der Reionisierungsepoche, Supernovae mit hoher Rotverschiebung und Gammablitzen sowie der Entstehung von Supermassiven Schwarzen Löchern.

## Werke (Auswahl)
- Volker Bromm, Naoki Yoshida: The First Galaxies. In: Annual Review of Astronomy and Astrophysics. Band 49, Nr. 1, 18. August 2011, S. 373–407, doi:10.1146/annurev-astro-081710-102608 (englisch, utexas.edu [PDF; 1,1 MB]).
- Tommy Wiklind, Bahram Mobasher, Volker Bromm (Hrsg.): The First Galaxies: Theoretical Predictions and Observational Clues. Springer, 2015, ISBN 978-3-642-44860-7 (englisch).